# Festival La Gacilly-Baden Photo
Das Festival La Gacilly-Baden Photo ist ein internationaler Fotoevent, der seit 2018 jährlich in Baden (Niederösterreich) stattfindet.
Von Juni bis September sind in der Stadt Baden circa zweitausend großformatige Bilder internationaler Fotokünstler zu sehen. Die Arbeiten werden im öffentlichen Raum, auf Plätzen und in den Straßen der Innenstadt, in Innenhöfen und den städtischen Parks gezeigt. Die Festivalstrecke umfasst ungefähr sieben Kilometer und ist bei freiem Eintritt für alle Menschen zugänglich.
2020 besuchten bereits 300.000 Menschen die Open-Air-Galerie.

## Geschichte und Leitung
Das Festival findet in österreichisch-französischer Zusammenarbeit statt. In Frankreich gründete Jacques Rocher, der Bürgermeister des Ortes La Gacilly, 2003 das Festival Photo La Gacilly. Seither findet die Veranstaltung jährlich ebendort statt. Die Schau aus La Gacilly wird im jeweiligen Folgejahr in Baden gezeigt, erstmals 2018. Lois Lammerhuber, Präsident des Vereins Festival La Gacilly-Baden Photo, kuratiert die Ausstellung in Österreich.
Im Rahmen der Langen Nacht der Fotografie wurde 2022 der Thomas-Jorda-Preis an Autorin Raphaela Edelbauer verliehen, in Erinnerung an den 2020 verstorbenen Kulturchef und Chefredakteur-Stellvertreter der Niederösterreichischen Nachrichten, Thomas Jorda. Preisträgerin 2021 war Katharina V. Haderer.

## Ausstellungsthemen

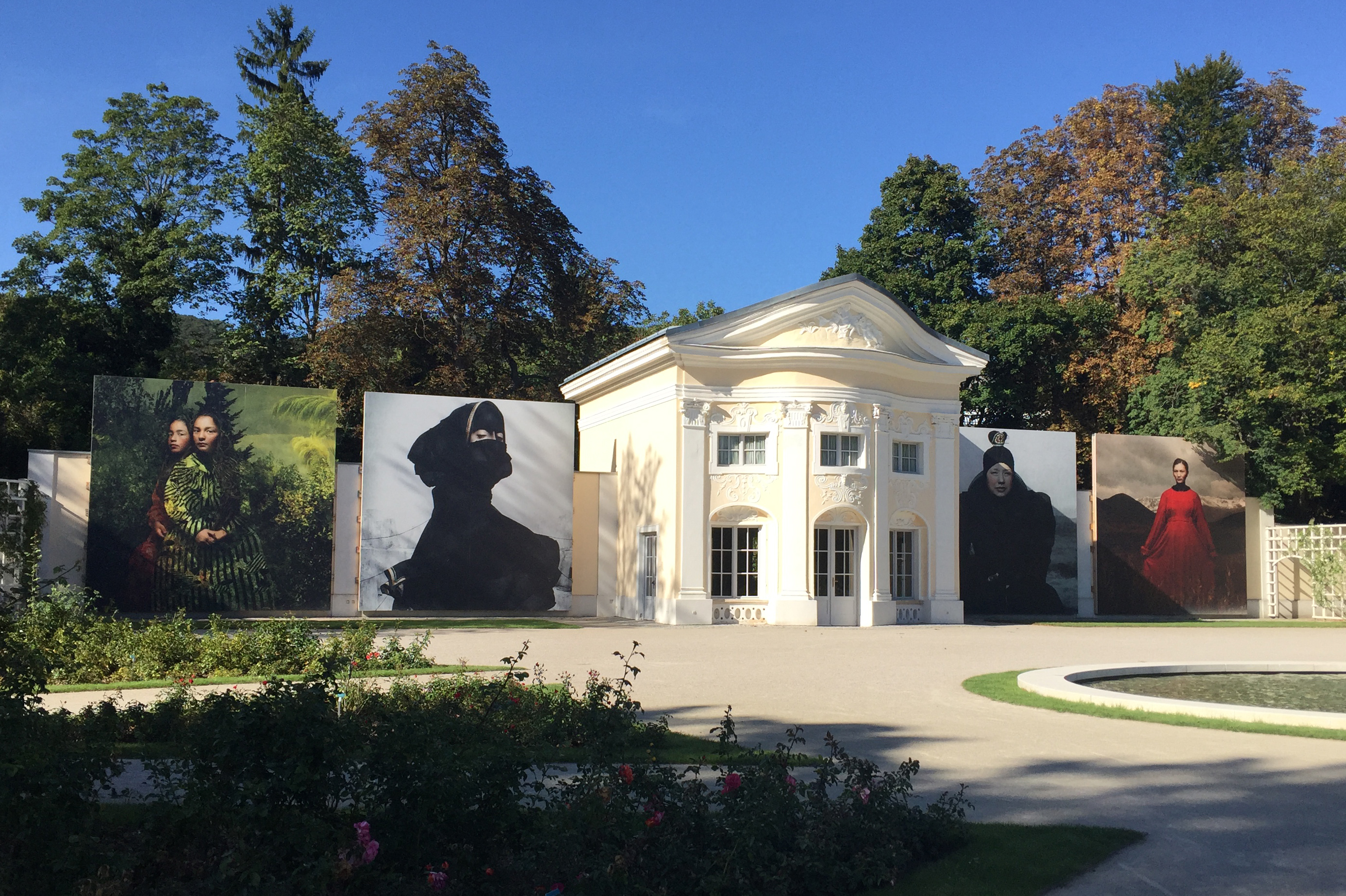
Festival La Gacilly-Baden Photo, „Hymne an die Erde“, 2019

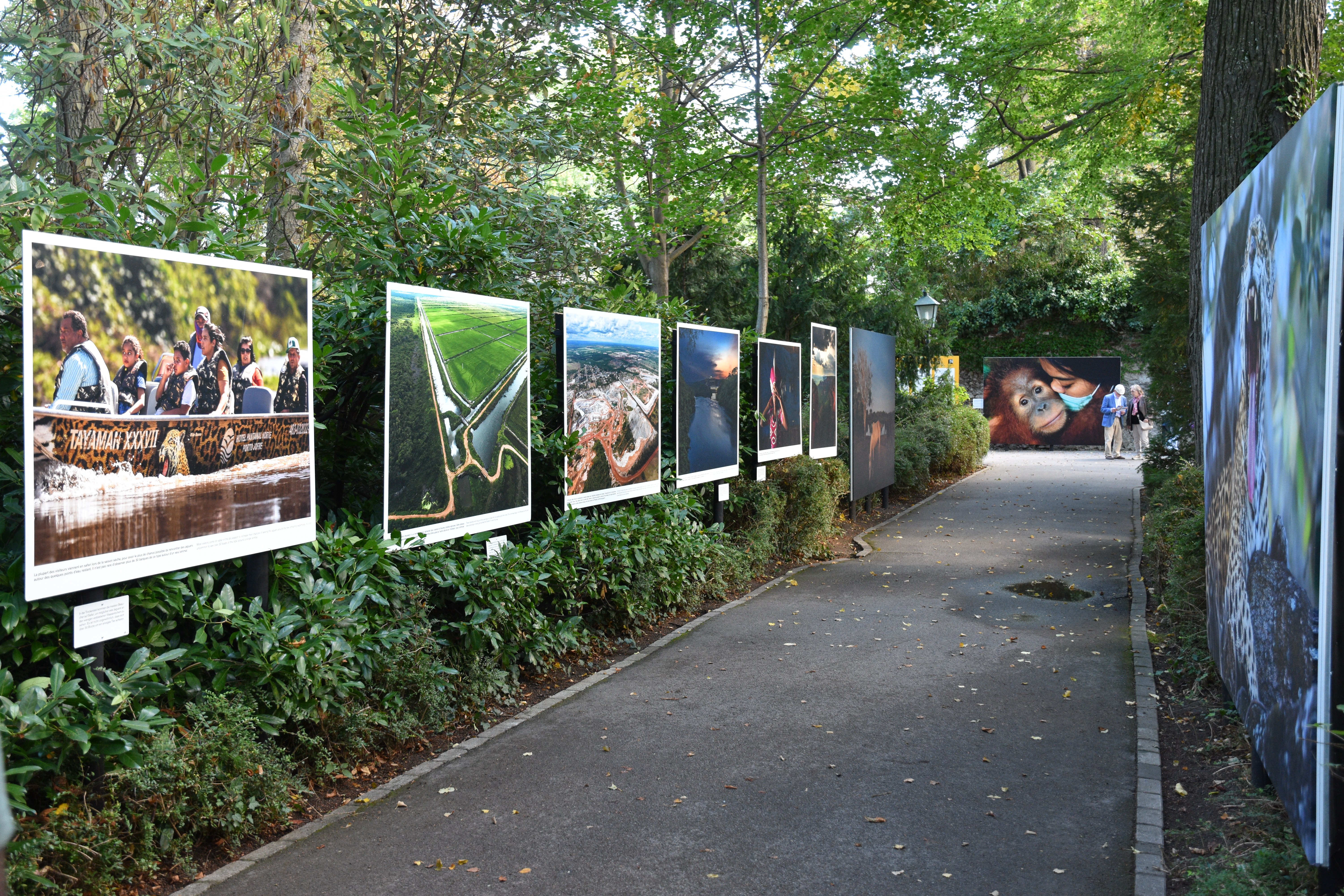
Festival La Gacilly-Baden Photo, „Welt.Natur.Erbe“, 2024

Schwerpunkte der Ausstellungen sind die künstlerische Auseinandersetzung mit den Themen Mensch und Umwelt, Nachhaltigkeit, die Zukunft der Erde und der Umgang mit der Natur.
- 2018: „I Love Africa“[4]
- 2019: „Hymne an die Erde“[5]
- 2020: „Niemals aufgeben“ umfasst zwei Bilderzyklen „Renaissance“ und „Im Osten viel Neues“[6][7][8]
- 2021: „Viva Latina!“
- 2022: „Nordwärts!“[9]
- 2023: „Orient“[10]
- 2024: „Welt.Natur.Erbe“[11]

## Auszeichnung
- 2018: Maecenas, Sonderpreis